# والتر ك. كارتر
والتر ك. كارتر هو سياسي كندي، ولد في 8 أبريل 1929 في كندا، وتوفي في 20 يناير 2002. حزبياً، نشط في الحزب الكندي التقدمي المحافظ. وقد انتخب عضو مجلس العموم الكندي.